# 1858 год в науке
В 1858 году были различные научные и технологические события, некоторые из которых представлены ниже.

## События
- Июль — после двух неудачных попыток был проложен Трансатлантический телеграфный кабель.
- 15 ноября — закрыт Главный педагогический институт в Санкт-Петербурге[1].
- Гамильтон Смит создал стиральную машину с роторным двигателем[2].
- Немецкий изобретатель Фридрих Гофман запатентовал кольцевую печь для обжига кирпича.

## Родились
- 18 марта — Рудольф Дизель, немецкий инженер и изобретатель.
- 23 апреля — Планк, Макс, выдающийся немецкий физик.
- 16 августа — Артур Ахляйтнер — немецкий этнограф-любитель, писатель (ум. 1927).
- 27 августа — Пеано, Джузеппе, итальянский математик.

## Скончались
- 28 июня — Огюст Рикар Монферран, строитель Исаакиевского собора (род. в 1786).
- 17 ноября — Роберт Оуэн, английский социалист-утопист (род. в 1771).
- 22 ноября — Юзеф Голуховский, польский философ и агроном, профессор философии Виленского университета (1823—1824) (род. в 1797).